# Trame géante
Dans les réseaux informatiques, les trames géantes ou jumbo frames sont des trames Ethernet dont la longueur de la charge utile (données) dépasse 1500 octets. En général, les jumbo frames peuvent avoir une charge utile dont la longueur va jusqu'à 9000 octets environ.
D'abord utilisés sur des réseaux de recherche[réf. nécessaire] comme Internet2/NLR, RENATER, ESnet, GÉANT et AARNet, les jumbo frames sont proposés par les grands opérateurs français depuis au moins 2012.

## Motivation
La limite de taille originale de 1500 octets de la charge utile des trames MAC des réseaux Ethernet était motivée par les taux d'erreurs plus élevés et une vitesse de transmission plus faible que ceux des réseaux actuels. Si un paquet reçu était corrompu en raison d'une erreur de transmission, il suffisait de renvoyer 1500 octets.
Cependant, chaque trame doit faire l'objet d'un traitement individuel pour le routage ou la transmission vers une destination. En augmentant la taille maximale de la trame, le temps de traitement est minimisé et moins d'interruptions sont nécessaires à quantité égale de données. De plus, la quantité de données superflues (overhead) est plus faible.

## Standardisation
Le comité de standardisation IEEE 802 ne reconnait pas les jumbo frames, dans la mesure où elles menacent l'interopérabilité avec les réseaux de type anneau à jeton et Wi-Fi[réf. nécessaire]. La présence de jumbo frame peut aussi entraîner une latence plus élevée sur des réseaux à faible débit car leur durée d'émission est plus grande.
La taille de 9000 octets trouve son origine dans des discussions entre les opérateurs d'Internet2 et les gestionnaires du réseau du gouvernement américain. Certains fournisseurs ont ensuite aligné leurs offres sur cette taille[réf. nécessaire].
L'Internet Protocol requiert que la taille MTU soit identique dans tous les hôtes d'un même sous-réseau. Les hôtes qui font usage de jumbo frames ne devraient donc pas être dans le même sous-réseau que des hôtes qui ne les prennent pas en charge[réf. nécessaire].
En pratique, les équipements modernes savent utiliser des jumbo frames pouvant dépasser les 9000 octets de données, sous réserve de configuration locale spécifique.
Le champ longueur des trames 802.3 ne peut dépasser 1500 (sous peine d'être reconnues comme des trames Ethernet II), ce qui les empêche apparemment d'utiliser des jumbo frames. Une proposition pour résoudre ce conflit est d'utiliser un EtherType spécial 0x8870 quand une longueur supérieure à 1500 aurait dû être indiquée. Quoique théoriquement obsolète (du point de vue de l'IEEE), cette solution est implémentée par certains équipements,.